# Dżafrat al-Hass
Dżafrat al-Hass – wieś w Syrii, w muhafazie Aleppo. W 2004 roku liczyła 874 mieszkańców.